# Verchojansk

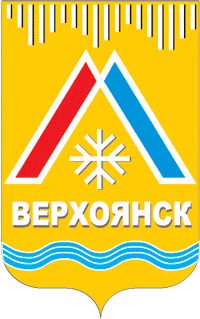
Stadens vapen.

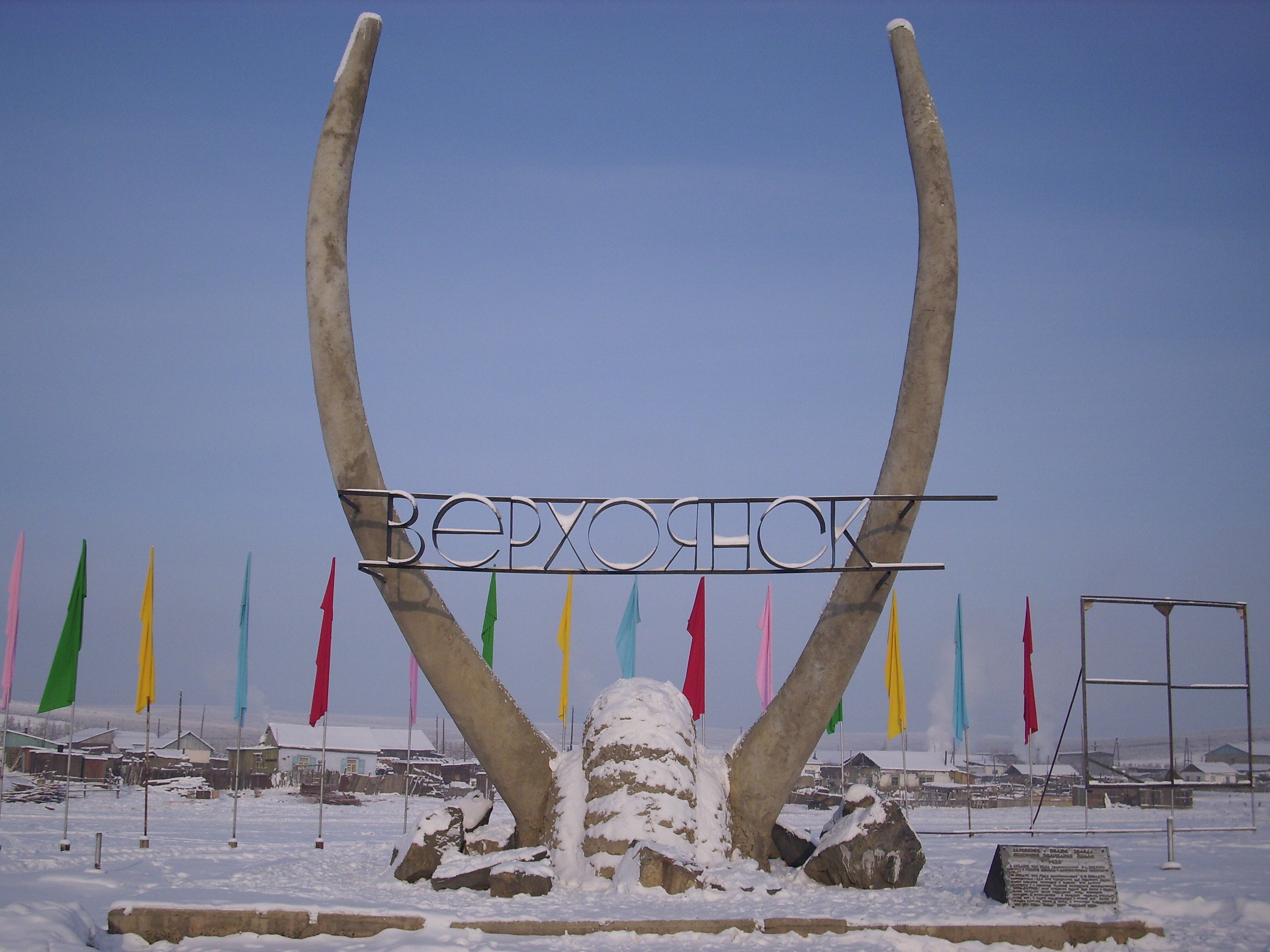
Verchojansk (2009)

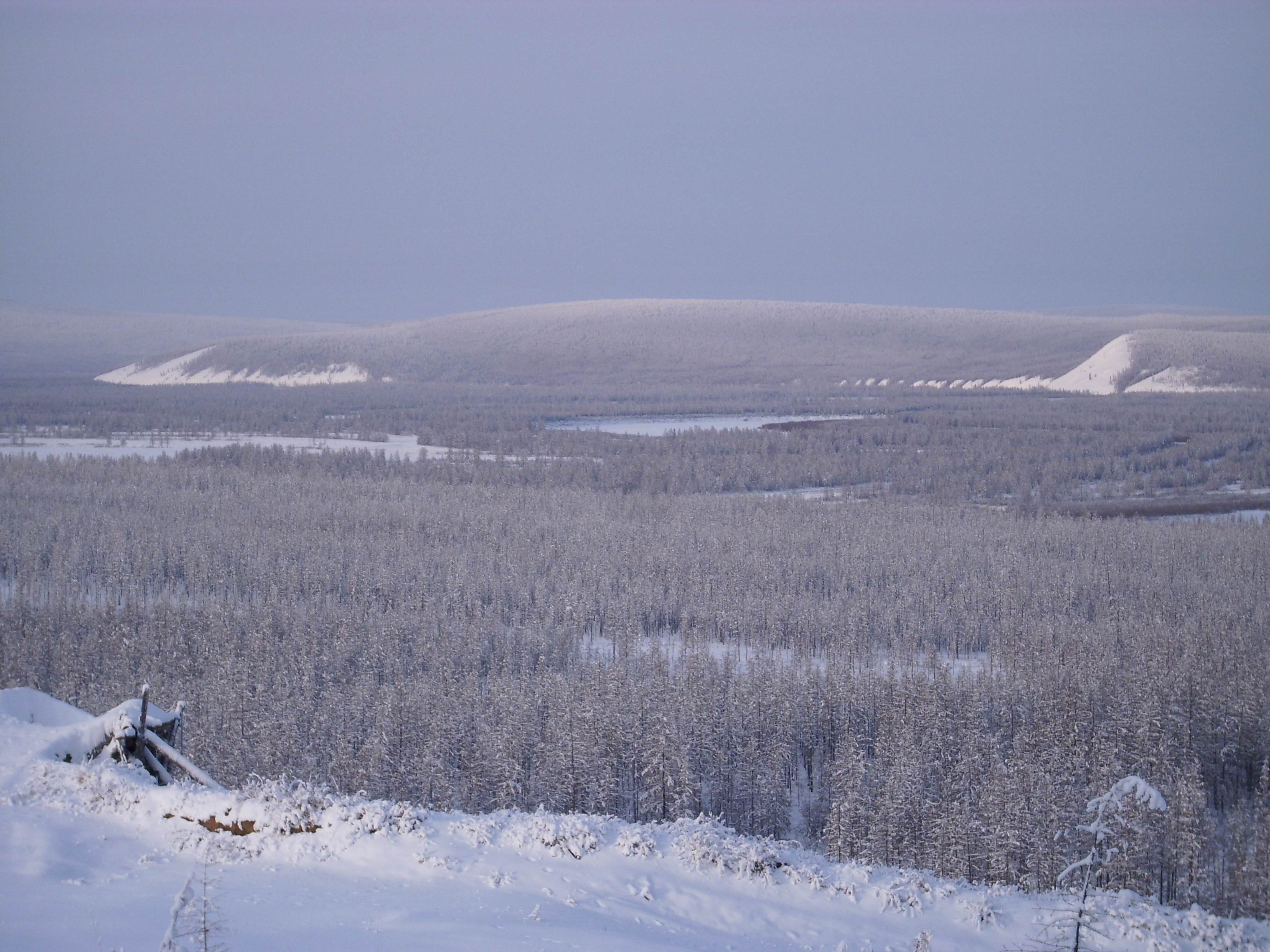
Verchojansk Dal, 2009

Verchojansk (ryska: Верхоянск) är en stad i den ryska delrepubliken Sacha. Befolkningen uppgick till 1 150 invånare i början av 2015.
Staden anses tillsammans med Ojmjakon vara den kallaste permanent bebodda platsen i världen. Den lägsta temperaturen som registrerats i Verchojansk är - 67,8 °C, det finns även en inofficiell notering på -69,8 °C. Dygnsmedeltemperaturen i januari är -50 °C. Den korta sommaren är emellertid förhållandevis varm med en dygnsmedeltemperatur i juli på 17 °C, Verchojansk har därmed ett extremt inlandsklimat.
När det gäller den förhållandevis varma sommaren kan noteras att värmerekordet i Verchojansk är så högt som 38 °C, satt den 20 juni 2020. Alltså är det nästan 106 °C mellan officiellt högsta och lägsta uppmätta temperaturen, vilket är mer än någon annanstans i världen. Som jämförelse har Stockholm 68 °C mellan sina temperaturrekord.

## Geografi

### Klimat
|                                            | Jan   | Feb   | Mar   | Apr   | Maj  | Jun  | Jul  | Aug  | Sep  | Okt   | Nov   | Dec   |
| ------------------------------------------ | ----- | ----- | ----- | ----- | ---- | ---- | ---- | ---- | ---- | ----- | ----- | ----- |
| Normaldygnets maximitemperaturs medelvärde | −42,1 | −36,8 | −19,2 | −2,7  | 10,0 | 20,0 | 23,1 | 18,9 | 8,5  | −9,1  | −31,0 | −39,9 |
| Normaldygnets minimitemperaturs medelvärde | −48,1 | −46,3 | −37,7 | −21,4 | −2,3 | 6,8  | 9,6  | 5,4  | −2,4 | −18,9 | −38,2 | −46,2 |
|                                            |       |       |       |       |      |      |      |      |      |       |       |       |
| Nederbörd                                  | 5,7   | 5,5   | 4,5   | 4,5   | 14,6 | 27,8 | 34,4 | 31,7 | 18,9 | 12,1  | 10,8  | 7,5   |

| Diagram | temperaturer i °C • månadsnederbörd i mm • Källa: Погода и климат Верхоянск | temperaturer i °C • månadsnederbörd i mm • Källa: Погода и климат Верхоянск | temperaturer i °C • månadsnederbörd i mm • Källa: Погода и климат Верхоянск | temperaturer i °C • månadsnederbörd i mm • Källa: Погода и климат Верхоянск | temperaturer i °C • månadsnederbörd i mm • Källa: Погода и климат Верхоянск | temperaturer i °C • månadsnederbörd i mm • Källa: Погода и климат Верхоянск | temperaturer i °C • månadsnederbörd i mm • Källa: Погода и климат Верхоянск | temperaturer i °C • månadsnederbörd i mm • Källa: Погода и климат Верхоянск | temperaturer i °C • månadsnederbörd i mm • Källa: Погода и климат Верхоянск | temperaturer i °C • månadsnederbörd i mm • Källa: Погода и климат Верхоянск | temperaturer i °C • månadsnederbörd i mm • Källa: Погода и климат Верхоянск | temperaturer i °C • månadsnederbörd i mm • Källa: Погода и климат Верхоянск |
|         | 6 -42 -48                                                                   | 6 -37 -46                                                                   | 5 -19 -38                                                                   | 5 -3 -21                                                                    | 15 10 -2                                                                    | 28 20 7                                                                     | 34 23 10                                                                    | 32 19 5                                                                     | 19 9 -2                                                                     | 12 -9 -19                                                                   | 11 -31 -38                                                                  | 8 -40 -46                                                                   |